# Oxysarcodexia varia
Oxysarcodexia varia är en tvåvingeart som först beskrevs av Walker 1836.  Oxysarcodexia varia ingår i släktet Oxysarcodexia och familjen köttflugor. Inga underarter finns listade i Catalogue of Life.